# 副市町村長
副市町村長（ふくしちょうそんちょう）は、市町村において市町村長を補佐し、その補助機関たる職員の担任する事務を監督する特別職の地方公務員である。市町村長が欠けたときにはその職務を代行する。東京都の特別区に置かれる副区長も同等の役職である。副区長と合わせて副市区町村長と総称する場合もある。
本記事においては、改正地方自治法が2007年4月1日に施行されるまで存在した助役についても併せて解説する。
- 地方自治法は、以下で条数のみ記載する。

## 制度

### 創設の目的
旧制度の助役の定員は1人とされていたが、市町村合併や行政事務の拡大によりマネジメント機能の強化が課題になっていた。
地方分権や地方行政改革の流れに沿い、また市町村長の市町村運営・政策立案体制（トップマネジメント）を強化・再構築するべきとの地方制度調査会（内閣総理大臣の諮問機関）の答申を受け、従前の助役の権限の強化・明確化を目的として、助役を廃して新たに副市町村長が設置されることになった。

### 従前の助役制度
従前の制度では助役は原則として定員1人とされていた。また、助役の職務は、市町村長の補佐および職員の事務の監督、市町村長の職務を代理する、といったことのみが規定されていた。また、収入役を置かない市町村では、助役がその職務を兼ねることができた。
なお、旧制度の下でも、札幌市、仙台市、横浜市、京都市、福岡市、上越市（1999年7月から2002年3月31日まで）など一部の市では対外的に副市長の呼称を用いていた。無論、法的・正式には助役であり、条例などでは助役と呼ばれ、その権限も助役と同じであった。

### 副市町村長制度の特色
副市町村長制度では定数は条例で任意に定めることができるとされた（第161条）。また、長の補佐や職員の事務の監督だけでなく、政策及び企画を担任すること、長の事務の一部につき委任を受けて事務を執行できることが明確化された（第167条）。
なお、従前の制度では条例で助役と収入役を兼掌させることが可能であったが、改正地方自治法では副市町村長と会計管理者の兼掌は認められていない。

## 人数・任期
第161条第1項において、市町村に副市町村長を置くことができると定められている。ただし、条例によって、置かないこととすることもできる。また、同第2項において、定数は条例で定めることとなっている。例えば、大阪市においては最大3人、横浜市においては最大4人が定数である。
副市町村長の任期は4年であるが、市町村長は任期内であっても副市町村長を解職することができる。また、住民による解職請求制度もある。
副市町村長が任期中に辞職を申し出る場合、20日以上前に市町村長（市町村長が欠けている場合は市町村議会の議長）に申し出て、その承認を受けなければならない（165条）。
改正前の地方自治法では、第161条第2項において、市町村には助役を1人置くことが定められていた。ただし特別に条例で定めることで、2人以上の助役を置いたり、助役を置かなかったりすることができた。人口規模の大きい市では2人あるいは3人の助役を置くことが多く、また逆に行政改革を進める市町村では助役を置かないこともあった。平成の大合併の頃は、合併直後の市町村が、合併前の市町村の助役を引き続き各1人任命し、助役が4人以上の多数になることもあった。

## 選任方法・資格
副市町村長は市町村長が指名し、市町村議会の同意を得て選任される。このため、市町村長と市町村議会の多数派が対立している場合、副市町村長が任命できない事態が起こりうる。
- 2010年、鹿児島県阿久根市で、市長がその権限を楯にとって議会の同意を得ずに副市長を任命するという事案が発生した。2010年8月2日、竹原信一市長は議会の同意を受けないまま、市長の専決処分によって仙波敏郎（元愛媛県巡査部長）を副市長に任命した。仙波の副市長就任人事案は8月25日に開催された市議会に提案されたが、市議会はこれを否決した。しかし、竹原と仙波は、仙波の副市長就任のための手続きはこれで終わり、市長の専決処分が議会の議決に優先するので仙波は完全に副市長だ、と主張し、仙波は副市長に留まった。それに対し、阿久根市議会運営委員長の櫁柑幸雄は、議会は仙波を副市長と認めていない、と批判した。また、鹿児島県知事伊藤祐一郎も仙波の副市長としての法的資格に疑義を表し、仙波を阿久根市副市長ではなく一般職員のひとりとして扱うことを鹿児島県庁内に指示した。

上記事例の後、副市町村長の選任の同意に関する事件については市町村長の専決処分の対象とならないことが、地方自治法上で明文化された。
拘禁刑以上の刑の執行中であったり、公職時代に収賄罪や斡旋利得罪で有罪となって公民権停止の者は副市町村長になることができない。国会議員、地方議会議員、常勤の地方公共団体職員、検察官、警察官、公安委員会委員、なろうとしている市町村が発注する業務を請け負う会社の役員なども副市町村長になることができない（166条）。
多くの市町村では、当該自治体の幹部職員から指名されることが多いが、都道府県庁からの出向者や中央省庁のキャリア官僚を副市町村長として受け入れるケースもあり、2014年時点で、内閣府から1人、総務省から19人、国土交通省から42人、厚生労働省から1人、財務省から1人、経済産業省から8人、農林水産省から6人の、計78人が副市長として中央から地方に出向している。

## 職務
167条では、副市町村長は市町村長を補佐し、市町村長の命を受けて政策・企画をつかさどり、その補助機関たる職員の担任する事務を監督することとされている。また、同条第2項に、市町村長の権限に属する事務のうち委任を受けたものについて、執行すると規定されている。
具体的には、市町村長に代わって業務の詳細についての検討や政策の企画立案を行なったりするほか、市町村長の判断が不要な重要でない事案、もしくは市町村長の委任を受けた事案についての決定や処理を行なう。複数の副市町村長がいる市町村では多くの場合、副市町村長ごとに担当分野が定められており、副市町村長は定められた分野に関して上記の職務を行なう。

### 長の事務の委任を受けた事務
改正地方自治法では長の事務の一部を委任を受けて執行できることが明確になり副市町村長の本来的役割に位置づけられた。市町村長は法令に特別の禁止規定がある場合や長の固有の権限や職務（議会の招集、条例の公布、主要職員の任命等）を除いて副市町村長に事務を委任できる。
副市町村長へ委任された長の事務は告示しなければならない（第167条第3項）。委任を受けた事務に関しては、その都度長の判断を仰ぐことなく、副市町村長が自らの権限と責任で執行することができる（第167条第2項）。

### 職務代理者
市町村長に事故があったり欠けたりしたとき、その職務を代理する。具体的には、市町村長が病気で入院する、逮捕された、海外出張に行くなどで容易にその意志決定ができない状態や、辞任や死亡により空席になったときに、職務代理者として市町村長の代わりに市町村の代表として業務を行なう。このとき、複数の副市町村長がいる場合には、以下の順に職務代理者が決められる。
1. あらかじめ市町村長が指名した順
2. （指名が無い場合）席次の順
3. （席次が不明な場合）年齢の順
4. （年齢も同じ場合）くじで定めた順

副市町村長が不在の場合に職務代理者となる者については、各市町村でその順番を規定する。規定に該当する役職の者がいなくなった場合は、都道府県知事が代理で当該市町村の在住者から指名することができる。
- 岩手県大槌町 - 2011年3月に東日本大震災で町長の加藤宏暉が行方不明となった後に死亡が確認され、副町長の東梅政昭が職務代理者となった。町長選挙は臨時特例法の適用を受けて延期され、同年6月に同副町長の任期が満了した後は、副町長の指名権を持つ町長が空席のため副町長も空席となった。そのため、町の規定により一般職員である総務課長の平野公三（後の町長）が職務代理者となり、同年8月の選挙で当選した碇川豊が町長に就任するまでその状態が続いた。
- 神奈川県愛川町 - 2014年3月に町長の森川絹枝は健康問題を理由に休暇をとり、翌4月から入院、副町長の小野澤豊（後の町長）は3月末で退任していたことでともに不在の状態となり、同月から6月まで総務部長が職務代理者をつとめた[4][5][6]。
- 宮城県涌谷町 - 2019年4月に町長の大橋信夫が自殺、副町長は不祥事の責任をとって2018年12月に辞職していたことでともに不在の状態となり、総務課長が職務代理者をつとめた[7]。

## 財政再生団体における職員派遣
財政再生団体となった夕張市では2011年に副市長の職を廃止し、道から理事の派遣を受け、理事が副市長の職務を担う体制になっている。2020年10月1日現在、夕張市は北海道で唯一副市町村長を置いていない市町村、市で唯一副市町村長を置いていない自治体となっている。

## 著名な助役・副市町村長
助役・副市町村長を務めた市町村の首長にならず、その市町村の助役・副市町村長のみ務めた人物を挙げる。
- 岩崎恵美子 - 元仙台市副市長、医師、厚生労働技官、元仙台検疫所長
- 岩城正光 - 元名古屋市副市長、弁護士
- 宇野善昌 - 元甲府市副市長、第9代国土交通省都市局長、元茨城県副知事、元首都圏新都市鉄道取締役
- 江頭和彦 - 元福岡市副市長、国土交通技官、元九州地方整備局長
- 大須賀巌 - 元福岡市助役、弁護士、元丸亀市長
- 大庭誠司 - 元さいたま市副市長、元消防庁次長
- 大平光代 - 元大阪市助役、弁護士
- 河内隆 - 元京都市副市長、鉄道建設・運輸施設整備支援機構理事長、元内閣府事務次官、元内閣府大臣官房長
- 木下達則 - 元さいたま市副市長、元鳩ヶ谷市長
- 高武公美 - 元福岡市助役、元朝鮮総督府中枢院書記官、元忠清南道内務部長、元江原道内務部長
- 斉藤親 - 元仙台市助役、国土交通技官、元国土交通省大臣官房技術審議官（都市・地域整備局担当）、元都市再生機構理事、東日本旅客鉄道技術顧問、練馬区参与
- 齋藤龍 - 元横浜市助役、元鶴見大学教授
- 貞刈厚仁 - 元福岡市副市長、博多座代表取締役社長
- 田淵寿郎 - 元名古屋市助役
- 福迫尚一郎 - 元札幌市助役、工学博士、北海道大学名誉教授、北海道尚志学園専務理事、札幌市社会福祉協議会会長
- 藤井比早之 - 元彦根市副市長、衆議院議員
- 前田正子 - 元横浜市副市長、甲南大学教授
- 松本敦司 - 第32代船橋市副市長、総務省行政管理局長[9]
- 森山栄治 - 元高浜町助役、元部落解放同盟福井県連書記長、元関電プラント顧問
- 安永登 - 元福岡市助役、元朝鮮総督府事務官、元平安南道警察部長、元関東庁事務官
- 山本麻里 - 元桑名市副市長、厚生労働省社会・援護局長
- 由木文彦 - 元京都市副市長、元復興庁事務次官、元国土交通審議官、元国土交通省総合政策局長、元国土交通省住宅局長
- 吉本明子 - 元小松市助役、元中央労働委員会事務局長、元人材開発統括官
- 渡邊正光 - 元福岡市副市長、元福岡コンベンションセンター理事長